# Marcy (Roine)
Marcy és un municipi francès situat al departament del Roine i a la regió d'Alvèrnia-Roine-Alps. L'any 2007 tenia 646 habitants.

## Demografia

### Població
El 2007 la població de fet de Marcy era de 646 persones. Hi havia 237 famílies de les quals 45 eren unipersonals (33 homes vivint sols i 12 dones vivint soles), 86 parelles sense fills, 98 parelles amb fills i 8 famílies monoparentals amb fills.
La població ha evolucionat segons el següent gràfic:
Habitants censats

### Habitatges
El 2007 hi havia 269 habitatges, 241 eren l'habitatge principal de la família, 23 eren segones residències i 5 estaven desocupats. 256 eren cases i 13 eren apartaments. Dels 241 habitatges principals, 210 estaven ocupats pels seus propietaris, 26 estaven llogats i ocupats pels llogaters i 6 estaven cedits a títol gratuït; 1 tenia una cambra, 5 en tenien dues, 11 en tenien tres, 51 en tenien quatre i 173 en tenien cinc o més. 212 habitatges disposaven pel capbaix d'una plaça de pàrquing. A 77 habitatges hi havia un automòbil i a 153 n'hi havia dos o més.

### Piràmide de població
La piràmide de població per edats i sexe el 2009 era:
| Homes | Edats   | Dones |
| ----- | ------- | ----- |
| 0     | 95 o +  | 0     |
| 4     | 90 a 94 | 0     |
| 0     | 85 a 89 | 0     |
| 0     | 80 a 84 | 0     |
| 4     | 75 a 79 | 8     |
| 8     | 70 a 74 | 20    |
| 4     | 65 a 69 | 4     |
| 8     | 60 a 64 | 12    |
| 4     | 55 a 59 | 8     |
| 48    | 50 a 54 | 48    |
| 40    | 45 a 49 | 40    |
| 12    | 40 a 44 | 16    |
| 8     | 35 a 39 | 12    |
| 36    | 30 a 34 | 28    |
| 8     | 25 a 29 | 16    |
| 24    | 20 a 24 | 16    |
| 32    | 15 a 19 | 16    |
| 12    | 10 a 14 | 20    |
| 16    | 5 a 9   | 8     |
| 28    | 0 a 4   | 8     |

## Economia
El 2007 la població en edat de treballar era de 439 persones, 325 eren actives i 114 eren inactives. De les 325 persones actives 313 estaven ocupades (164 homes i 149 dones) i 12 estaven aturades (7 homes i 5 dones). De les 114 persones inactives 45 estaven jubilades, 32 estaven estudiant i 37 estaven classificades com a «altres inactius».

### Ingressos
El 2009 a Marcy hi havia 241 unitats fiscals que integraven 643,5 persones, la mediana anual d'ingressos fiscals per persona era de 26.723 €.

### Activitats econòmiques
Dels 39 establiments que hi havia el 2007, 2 eren d'empreses de fabricació d'altres productes industrials, 6 d'empreses de construcció, 6 d'empreses de comerç i reparació d'automòbils, 2 d'empreses de transport, 1 d'una empresa d'hostatgeria i restauració, 2 d'empreses d'informació i comunicació, 1 d'una empresa financera, 1 d'una empresa immobiliària, 11 d'empreses de serveis, 4 d'entitats de l'administració pública i 3 d'empreses classificades com a «altres activitats de serveis».
Dels 8 establiments de servei als particulars que hi havia el 2009, 3 eren paletes, 1 guixaire pintor, 1 lampisteria, 1 electricista, 1 perruqueria i 1 restaurant.
L'any 2000 a Marcy hi havia 21 explotacions agrícoles que ocupaven un total de 144 hectàrees.

## Equipaments sanitaris i escolars
El 2009 hi havia una escola elemental.

## Poblacions més properes
El següent diagrama mostra les poblacions més properes.